# Argamassa

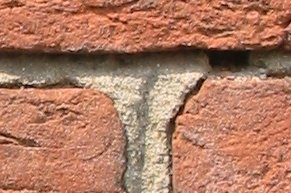
Argamassa entre tijolos

Argamassa é a mistura homogênea de agregados miúdos (geralmente, areia), aglomerantes inorgânicos e água, contendo ou não aditivos ou adições, com propriedades de aderência e endurecimento, podendo ser dosada em obra ou em instalação própria. É usada sobretudo no assentamento ou revestimento de alvenarias.
As argamassas são empregadas com as seguintes finalidades:
- assentamento de tijolos e blocos, azulejos, ladrilhos, cerâmica e tacos de madeira;
- impermeabilização de superfícies;
- regularização de superfícies (preencher buracos, eliminar ondulações, nivelar e aprumar), tais como paredes, pisos e tetos;
- dar acabamento (liso, áspero, rugoso, texturizado etc.) às superfícies.

## Desenvolvimento

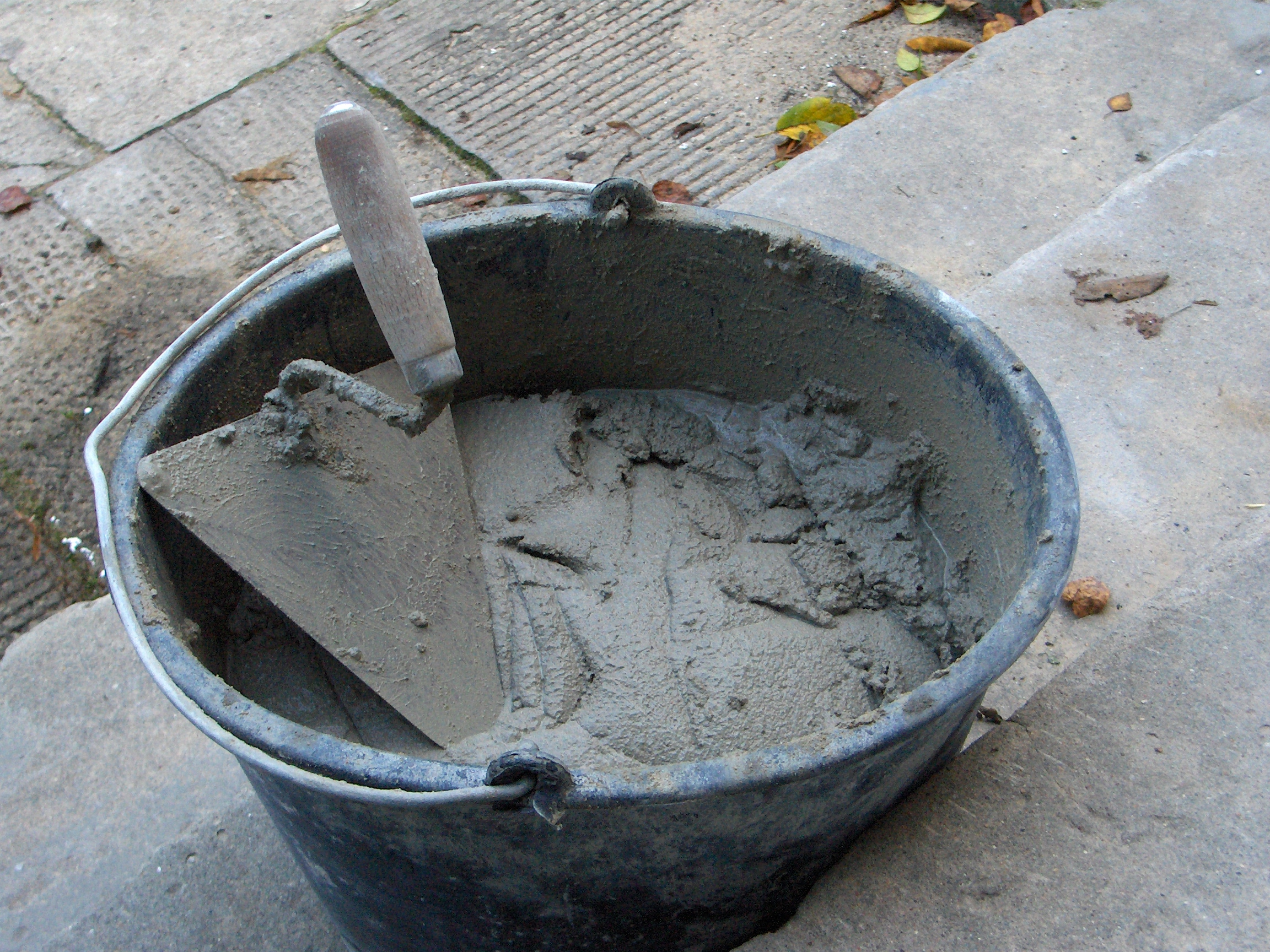
Argamassa fresca num balde, com espátula de alvenaria.

Chama-se traço a proporção em volume ou em massa entre os componentes das argamassas (cimento, cal e areia), que varia de acordo com a finalidade e as características desejadas da argamassa.
As argamassas mais comuns são constituídas de cimento, areia e água. Em alguns casos, costuma-se adicionar outro material como cal, saibro, barro, caulim ou resinas para a obtenção de propriedades especiais. Argamassas industrializadas contêm aditivos que podem melhorar suas características. A argamassa funciona como uma cola que permite unir diversos materiais de construção e pode-se acrescentar-lhe algum componente a fim de melhorar a adesão. Da mesma forma, certos aditivos podem fazer com que a argamassa adquira propriedades impermeabilizantes. No caso de argamassas poliméricas, os aglomerantes são normalmente resinas sintéticas, e o agregado é o pó de pedra.
Assim como o concreto, as argamassas também se apresentam em estado plástico nas primeiras horas de confecção; com o tempo, endurecem, ganhando resistência, resiliência e durabilidade. Esse processo se chama cura da argamassa.

## Tipos
São classificadas, segundo a sua finalidade, em argamassas para assentamento de alvenarias, para revestimento ou para assentamento de revestimentos.

### Argamassas para assentamento de alvenaria
As argamassas para assentamento são usadas para unir blocos ou tijolos das alvenarias.
Dependendo do tipo de bloco ou tijolo, podem ser utilizadas diversas técnicas de assentamento com argamassa. Normalmente ela é colocada com colher de pedreiro, mas podem ser utilizadas também bisnagas.  
As três primeiras fiadas de uma parede de blocos ou tijolos devem ser revestidas inicialmente com uma camada de argamassa de impermeabilização, que protege a parede contra a penetração da umidade e reagentes externos.

### Argamassas para revestimento
Usualmente são aplicadas três camadas de argamassa em uma parede a ser revestida:
- Chapisco: primeira camada fina e rugosa de argamassa aplicada sobre os blocos das paredes e nos tetos. Sem o chapisco, que é a base do revestimento, as outras camadas podem descolar e até cair.
- Emboço: sobre o chapisco é aplicada uma camada de massa grossa ou emboço, para regularizar a superfície.
- Reboco: é a massa fina que dá o acabamento final. Em alguns casos não é usado o reboco, por motivo de economia. Geralmente tem em seu traço areias mais finas, pois servem para dar o acabamento ao revestimento.

Em alguns casos, como em muros, o chapisco pode ser o único revestimento.
Por sobre as argamassas de revestimentos podem ser aplicados outros acabamentos como textura, massa corrida, pintura, areias quartzo, estuque veneziano etc. 
O acabamento destes revestimentos pode ser sarrafeado ou desempenado.

### Argamassa para assentamento de revestimentos
Revestimentos como azulejos, ladrilhos e cerâmicas são aplicados sobre o emboço. Para esta aplicação, também são utilizadas argamassas.
No piso, utiliza-se uma camada de contrapiso e pode-se dar o acabamento por sobre esta camada. Este acabamento é conhecido como cimentado. O contrapiso é uma camada de argamassa de regularização e de nivelamento.

## Argamassas industrializadas
Atualmente está sendo cada vez mais comum o uso de argamassas industrializadas, ou seja, a mistura dos componentes secos é realizada em uma planta industrial. Assim, na obra, apenas deve ser acrescentada água à mistura prévia. As argamassas industrializadas para aplicação de revestimentos cerâmicos são conhecidas como argamassas colantes. Elas apresentam os tipos ACI, ACII, ACIII e as de tipo especial, com maior tempo em aberto [ACI-E, ACII-E e ACIII-E], segundo a norma NBR 14081.
A ACI é recomendada para o revestimento interno com exceção de saunas, churrasqueiras e estufas. A ACII é recomendada para pisos e paredes externos com tensões comuns de cisalhamento. A ACIII é recomendada para pisos e paredes externos com elevadas tensões de cisalhamento e piso sobre piso. As especiais são recomendadas para ambientes externos, muito ventilados e com insolação intensa.

### Argamassas poliméricas
Outro tipo de argamassa industrializada é a argamassa polimérica. O seu principal uso se dá no assentamento de tijolos ou blocos na construção de alvenarias (paredes). Por necessitar de uma quantidade relativamente pequena de material para unir os blocos ou tijolos, uma parede construída com argamassa polimérica apresenta juntas mais finas do que uma parede construída com argamassa convencional.
Ao contrário das argamassas convencionais, que são comercializadas em pó, a argamassa polimérica é comercializada em estado pastoso e pronto para a utilização, sem nem mesmo necessitar a adição de água. Por se tratar de um produto elastomérico, a argamassa polimérica também apresenta elevada flexibilidade, o que pode proporcionar vantagens estruturais ao sistema construtivo.

## Propriedades
Para a obtenção de uma argamassa de boa qualidade, deve-se levar em conta:
- a qualidade do cimento e da cal, principalmente verificando se é de um fabricante certificado;
- a qualidade da areia, que deve apresentar grãos duros e limpeza, livre de torrões de barro, galhos, folhas e raízes antes de ser usada (areia lavada).
- a água, que também deve ser limpa, livre de barro, óleo, galhos, folhas e raizes.

Outro ponto a ser observado é a forma como se faz a mistura, que pode ser feita de forma manual, em betoneiras ou em centrais de mistura. Para a obtenção de uma boa mistura, devem-se utilizar preferencialmente meios mecânicos (betoneira ou centrais). 
Uma característica importante da argamassa ainda fresca é a trabalhabilidade, que é uma composição da plasticidade com o tipo uso da argamassa e com a sua capacidade de aderência inicial. Em alguns usos, como no revestimento, é adicionado um quarto componente à mistura, que pode ser cal, saibro, barro, caulim ou outros, dependendo da disponibilidade e uso na região. De todos esses materiais, chamados de plastificantes, o mais recomendado é a cal hidratada.
Quando endurecida, a argamassa dever apresentar resistência e resiliência, de forma a suportar adequadamente os esforços sem se romper. 